# Пелікан сірий
Пеліка́н сі́рий (Pelecanus philippensis) — водоплавний птах родини пеліканових. Зникаючий вид, занесений до Червоного списку Міжнародного союзу охорони природи.

## Опис
Сірий, або плямистодзьобий пелікан, є відносно невеликим, як для цієї родини, видом: довжина тіла сягає 127—140 см, вага становить близько 6 кг, розмах крил становить 1,7-1,9 метри. Цей птах здебільшого брудно-білий, із сірим чубом на голові, сірою задньою поверхнею шиї та хвостом. О шлюбній порі в оперенні цього виду з'являється рожевий відтінок в хвості та під крилами. У птахів, що цьогоріч не гніздяться, в ці частини залишаються білими. Як це видно із назви птаха, визначною рисою виду є також темно-сірі плями на дзьобі, які, як і рожевий відтінок в оперенні, з'являються протягом шлюбного періоду.

## Розповсюдження

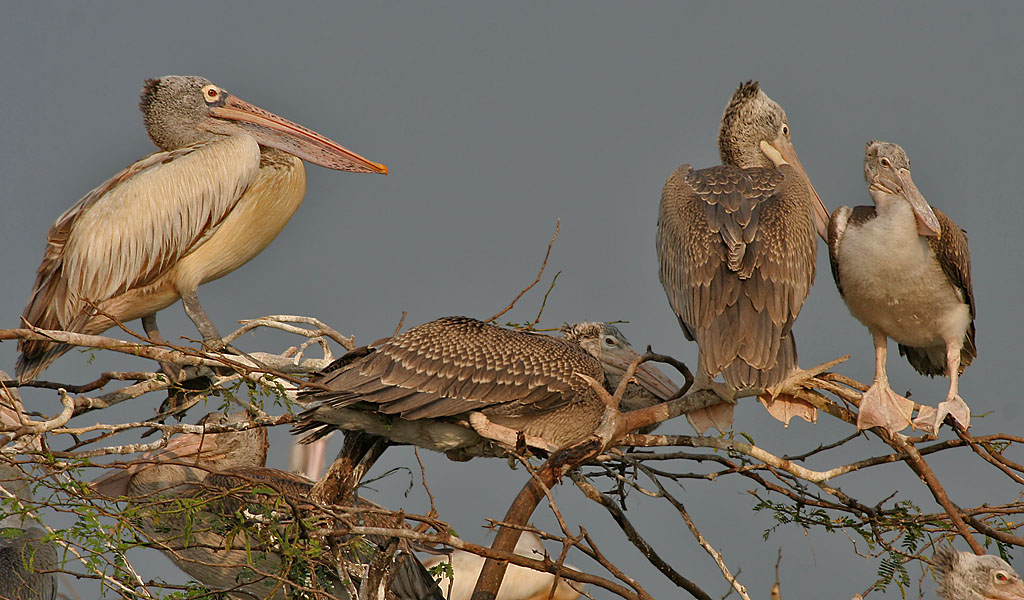
Дорослі і молоді пелікани

Сірий пелікан був або є розповсюдженим на теренах таких країн як Китай, Пакистан, Індія, Непал, Бангладеш, Шрі-Ланка,М'янма, В'єтнам, Лаос, Таїланд, Малайзія, Камбоджа, Філіппіни та Індонезія. Також дані про зустрічі з цим птахом надходили з Мальдівських островів (єдиний випадок — 2 птаха були помічені в 1962 році), Гонконга, Тайваня та Сінгапура. Наразі популяції, що розмножуються, існують тільки в Індії, Шрі-Ланці та Камбоджі, хоча можливість гніздування маленької ізольованої популяції також припускається для острова Суматра (Індонезія). Статус сірого пелікана як виду на території Китаю визначений недостатньо чітко. Основною причиною цього є часте плутання його з кучерявим пеліканом, який численний в цій країні, і підвидом якого (а не окремим видом) сірий пелікан вважався до кінця 19-го сторіччя. В М'янмі сірий пелікан гніздився до початку 20-го сторіччя, але на теперішній час можна впевнено стверджувати, що як гніздовий птах він з орнітофауни цієї країни щез. Також сірий пелікан повністю щез з території Філіппін, де був, власне, відкритий і описаний як вид, і тільки як випадковий зальотний птах зустрічається на території Бангладеш, Таїланду, Лаосу, В'єтнаму та Малайзії. На території цих країн сірого пелікана при спостереженнях часто плутають не тільки з кучерявим, але й з рожевим пеліканом, тому при оцінках загальної чисельності виду для цих країн всі сумнівні випадки не беруться до уваги.

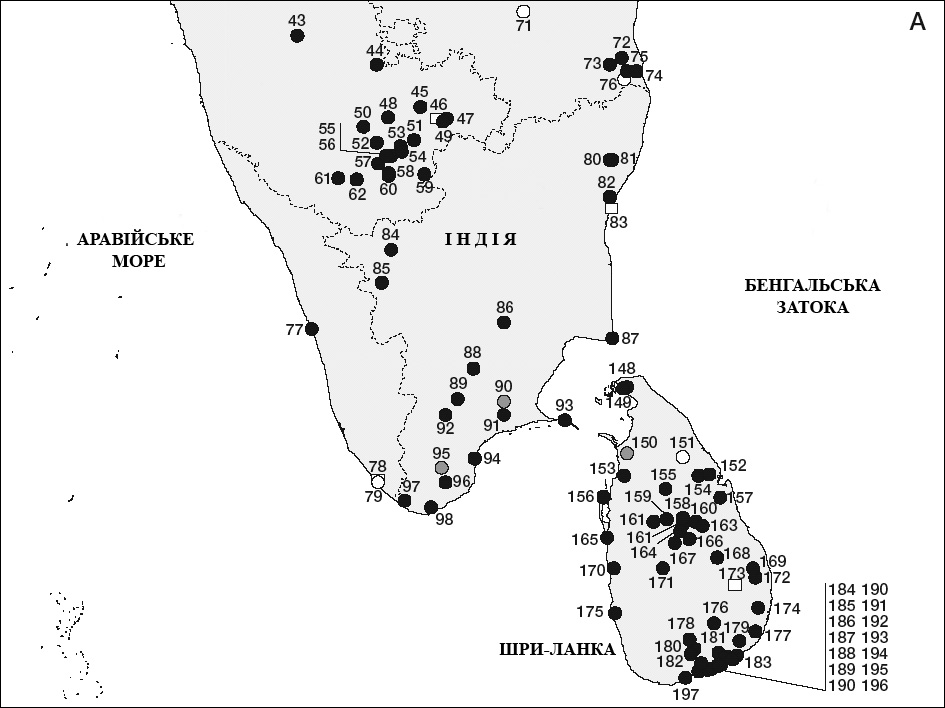
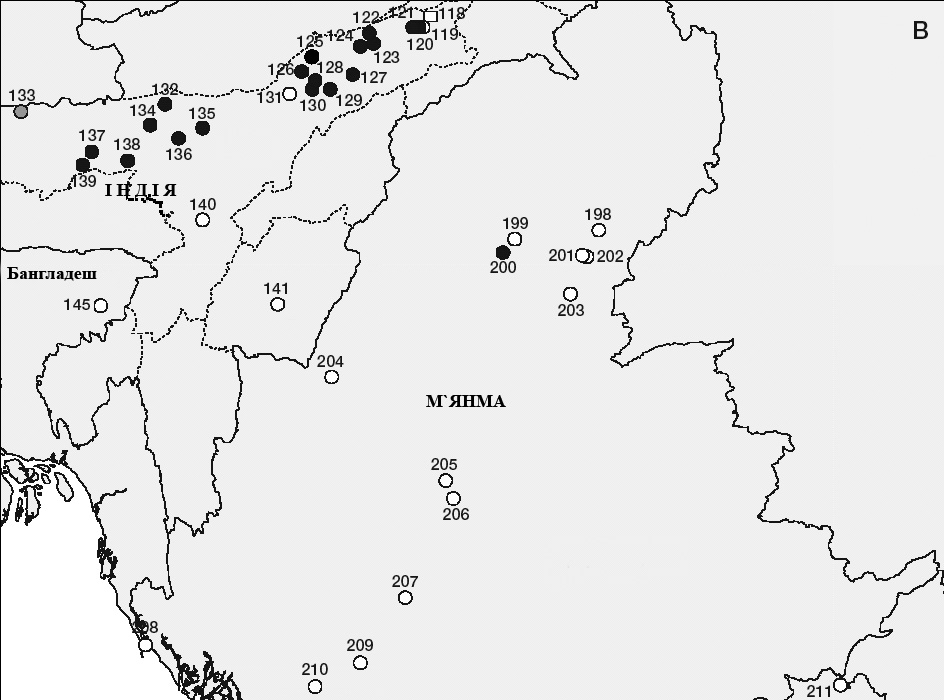
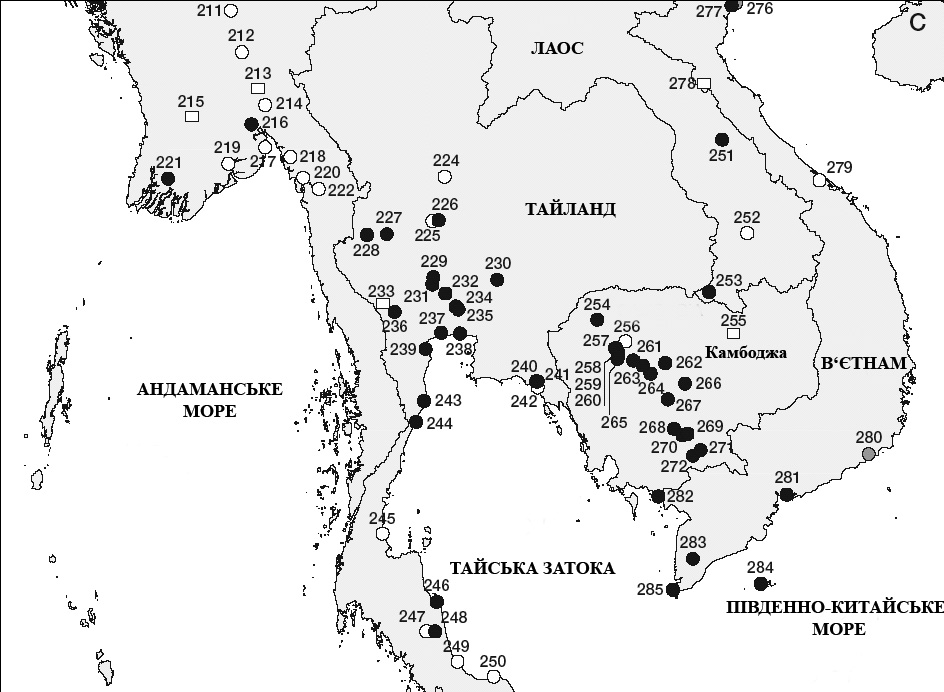

## Чисельність
Сірий пелікан раніше був звичайним птахом Південно-Східної Азії, де у 17-18 сторіччях сотні тисяч пар гніздились в М'янмі, і постійно відмічався на території від Пакистана до В'єтнама. На початку 20-го сторіччя він був описаний як «дуже звичайний на великій території півдня Азії», в той час як зараз в різних джерелах загальна чисельність виду на всій історичній території розповсюдження оцінюється від 11 500 до 13 000 особин, що говорить про дуже швидке скорочення чисельності протягом короткого часу. Нещодавно в декількох публікаціях було показано, що чисельність популяції сірого пелікана в Камбоджі занижена, але великий територіальний обрахунок, здійснений в 2000 році, не зміг підтвердити цієї гіпотези.

## Ландшафтні уподобання

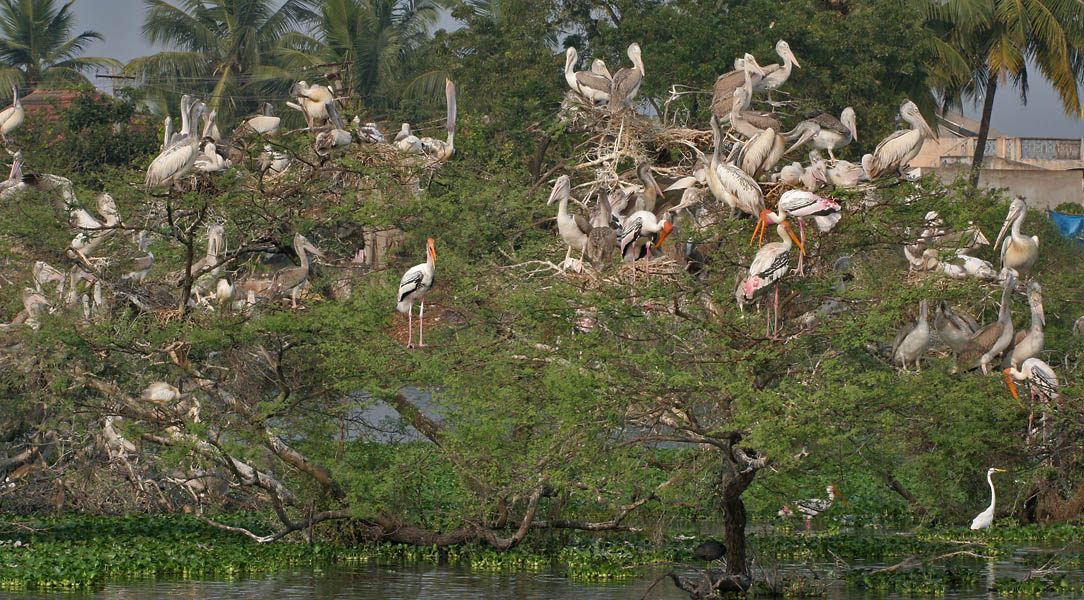
Колонія сірих пеліканів і лелек-танталів індійського (Mycteria leucocephala)

Цей вид займає різноманітні водойми: глибокі і мілкі, природні та штучні, прісні та солоні, включаючи болота, озера, річки, естуарії, водосховища, заливні луки, солонуваті лагуни, припливно-відпливні затоплювані території та узбережжя. На Шрі-Ланці, наприклад, сірий пелікан зустрічається на великих прісноводних водосховищах всередині острова, а також у солоних лагунах на узбережжі. В Непалі майже всі випадки спостереження сірого пелікана здійснені на великих водоймах з намивними піщаними островами, де птахи відпочивають та ночують. Також в Непалі сірий пелікан зустрічається на відкритих заливних рівнинах в період, коли їх затоплює завдяки мусоним дощам.
Цей вид пеліканів будує гнізда на високих деревах — пальмах, фікусах тощо, що ростуть біля води або навіть безпосередньо у воді. Але одна з колоній сірого пелікана в Індії багато десятиріч (за хронікальними записами — щонайменше 500 років) розташована на деревах, що ростуть на території селища Кокаре Белур, на вулицях та у дворах. Жителі селища використовують гуано з-під цих гнізд як високоякісне фосфорне добриво для полів.

## Харчування
На теперішній час практично не існує наукових досліджень, присвячених харчуванню та харчовій екології цього виду пеліканів. Із загальних спостережень відомо, що він харчується, переважно, рибою різних розмірів (припускається, що споживає приблизно 1000 г на день), але також поїдає жаб, змій та ящірок. Зазвичай сірий пелікан харчується поодинці. Але є свідоцтва, що, як і інші євразійські види пеліканів, цей вид може формувати зграї, що, шикуючись в лінію чи дугу, виганяють рибу на мілину.

## Розмноження

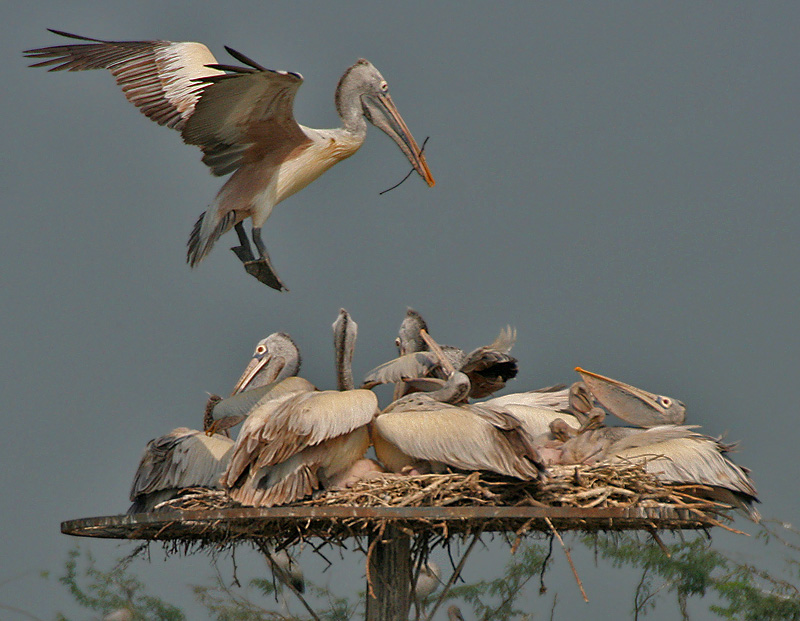
Гніздів'я на штучній платформі

Репродуктивний цикл цього птаха пов'язаний з чергуванням дощових та сухих періодів в зоні гніздування. Коли опадів в дощовий період випадає помітно менше звичайного, пелікани часто не вдаються до гніздування. На Індійському субконтиненті будування гнізд проходить у вересні, яйця насиджуються батьками в жовтні та листопаді, пташенята повністю вбиваються у пір'я у лютому, а колонія порожніє в травні. В часи, коли сірий пелікан гніздився в М'янмі, розклад гніздування був практично таким самим, як і зараз на території Камбоджі. Єдиний регіон, де розклад гніздування помітно відрізняється від описаного, це Шрі-Ланка.

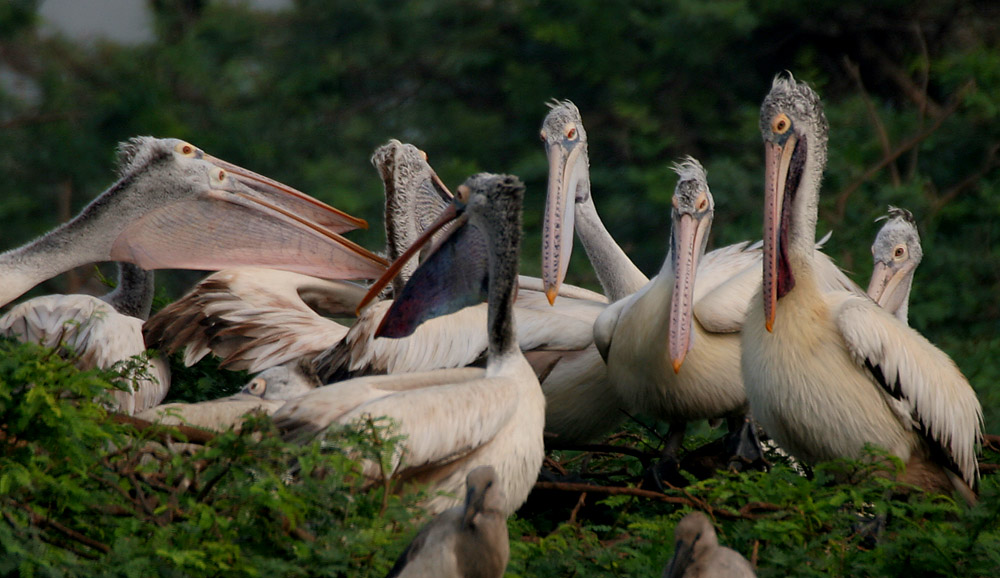
В колонії сірих пеліканів

Наявність придатних для гніздування місць та достатньої кількості матеріалів для будівництва гнізда є критичним фактором для цього виду. Колонії, що оточені водою, зазвичай мають перевагу з огляду на їхню безпеку, також важливим чинником є наявність неподалік достатньо великих площ, що забезпечують харчування. В Індії дерева, на яких облаштовані колонії, зазвичай старіші та вищі (10-20 м), мають більший обхват та ширше гілля, аніж сусідні дерева без гнізд. Пелікани проміж різних видів дерев віддають перевагу бенгальському та священному фікусам, тамаринду (Tamarindus indicus), в меншій мірі Acacia nilotica та Thespesia populnea, зрідка гнізда можна зустріти також на деревах Ficus balerica, Delonix allata, Melia dubia, Albizia lebek та Azadirachta indica. На одному дереві при цьому можуть розміщуватись до 6-12 гнізд, переважно розташованих в розгалуженнях, звідки відходять 3-4 гілки. Пелікан сірий в розташуванні гнізд є вкрай консервативним: кожна пара пеліканів намагається гніздитись на одному й тому ж місці крони рік від року, хоча, звичайно, бувають випадки переносу гнізда на інші гілки або на сусідні дерева.
В М'янмі в 19-му сторіччі існувала незвичайна колонія (зараз зруйнована), що була розташована на деревах, розкиданих в заростях високої трави («слонова трава») на східному березі річки Ситтанг, розсіченему чисельними річищами тимчасових водотоків, завдяки яким на деяких ділянках ця територія була затоплена на глибину до 3 м в період з червня до жовтня або листопада. Гнізда були розташовані в кронах дерев Dipterocarpus, на дуже великій висоті (до 45 м), де вони були розміщені так тісно, що часто зливались одне з одним, виглядаючи як суцільне «ліжко».
В Індії сірий пелікан зазвичай утворює колонії поблизу поселень строкатого лелеки, або малого зобатого лелеки (Leptoptilos javanicus), також змішані колонії цих птахів спостерігаються і в Камбоджі, де до них можуть примішуватись гнізда великого зобатого лелеки (Leptoptilos dubius).
В будівництві гнізда зазвичай беруть участь обидва птаха — і самець, і самка. Гнізда звичайно побудовані з невеликих гілок дерев, мають близько 70 см завширшки, 150—210 см в периметрі, і 40-50 см завглибшки.

## Насиджування, ступінь успішності розмноження
В кладці сірого пелікана буває від одного до трьох яєць, згідно з останніми оглядовими даними — в середньому 1,9. В насиджуванні беруть участь обидва батьки, і насиджування ведеться з першого яйця. Насиджування відбувається 30-35 днів, період до постанови виводку на крило — близько чотирьох місяців. За різними даними, ступінь успіху розмноження (доля повсталих на крило молодих птахів відносно кількості відкладених яєць) становить від 25 до 75 % залежно від колонії.

## Міграції

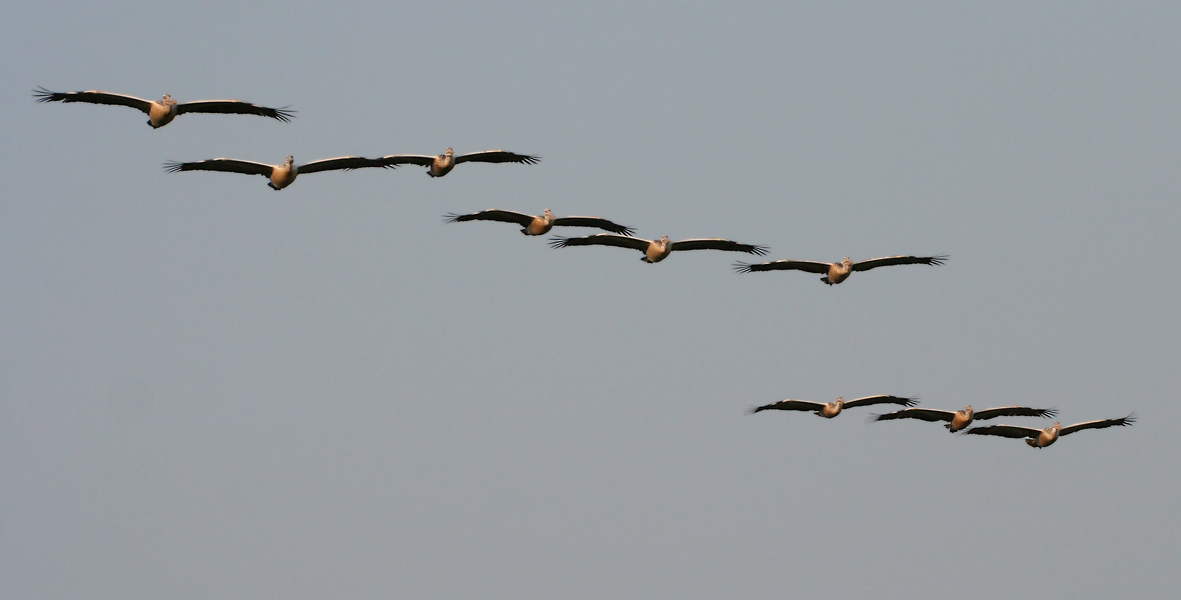
Зграя сірих пеліканів у польоті

Сірий пелікан, загалом, поза рамками періоду розмноження мігрує по всьому індійському субконтиненту. На півночі Індії він спостерігається з кінця холодного періоду до кінця періоду дощів, на решті субконтиненту — без точно визначених часових меж. Як було виявлено за результатами кільцювання, велика кількість пеліканів відвідують північну та центральну Індію, а іноді навіть Пакистан, поза часом розмноження, а опісля повертаються на гніздування до південної Камбоджі.

## Фактори небезпеки
Найбільшу небезпеку для цього виду пеліканів становлять непокоєння на гніздах, забруднення водойм, зведення високоствольних лісів в районах гніздування, меліорація заплавних ділянок, скорочення кількості придатних для харчування водойм. Найнебезпечнішими явищами є непокоєння на гніздов'ї та руйнування гнізд.
Як вид, що знаходиться під загрозою зникнення, сірий пелікан занесений до Червоного списку Міжнародного союзу охорони природи (IUCN).